# Enem (Russie)
Enem (russe : Эне́м ; adyguéen : Инэм, İnəm) est une commune urbaine de la république d'Adyguée, en Russie. Sa population s'élevait à 20 372 habitants en 2020.

## Géographie
Enem se trouve dans le raïon de Takhtamoukaï, à 245 km au nord-ouest de Maïkop, la capitale de la république d'Adyguée, sur le tracé de l'autoroute entre Krasnodar (dont elle est distante d'une douzaine de kilomètres) et Novorossiisk.

## Histoire
Enem a été fondé en 1860 comme simple khoutor et obtint le statut de commune urbaine le 17 novembre 1967.
Le 20 juin 2024, une attaque nocturne de drones, menées par le SBU touche le dépôt pétrolier Enjemskaya de la société « Lukoil-Jugnefteprodukt »  à Enem

## Population
Recensements (*) ou estimations de la population
| 1970* | 1979*  | 1989*  | 2002*  | 2010*  | 2012   | 2013   |
| ----- | ------ | ------ | ------ | ------ | ------ | ------ |
| 6 755 | 11 570 | 17 843 | 17 654 | 17 890 | 18 161 | 18 251 |

| 2014   | 2015   | 2016   | 2017   | 2018   | 2019   | 2020   |
| ------ | ------ | ------ | ------ | ------ | ------ | ------ |
| 18 392 | 18 787 | 19 091 | 19 391 | 19 388 | 19 661 | 20 372 |

## Personnalité
- Anatoli Berezovoï (1942-2014), cosmonaute, est né à Enem.